# ماري كاترين جيلارد
ماري كاترين جيلارد (بالإنجليزية: Mary K. Gaillard) هي فيزيائية أمريكية، ولدت في 1 أبريل 1939 في نيو برونزويك في الولايات المتحدة.